# Reichsstraße 354
Als Reichsstraße 354 (R 354) wurde nach der Übernahme in deutsche Zivilverwaltung als CdZ-Gebiet Lothringen im Jahr 1940 bis 1944 die als Reichsstraße behandelte Straßenverbindung bezeichnet, die von Thionville (Diedenhofen) im Département Moselle (bis 1918 Bezirk Lothringen im Reichsland Elsaß-Lothringen) ausging  und dort von der in französisches Gebiet verlängerten Reichsstraße 57 abzweigte, auf der Trasse der früheren französischen Route nationale 418 über Kédange-sur-Canner (Kedingen) und Bouzonville (Busendorf) nach Felsberg (Saar) verlief, wo sie an der Reichsstraße 269 rund 6 Kilometer westlich von Saarlouis endete. Der rund 4 Kilometer lange Abschnitt in der Bundesrepublik Deutschland von der Einmündung in die Bundesstraße 269 in Oberfelsberg bis zur französischen Grenze in ist nunmehr Teil der Bundesstraße 405.
Ihre Gesamtlänge betrug rund 44 Kilometer.